# César Eduardo Rodríguez
Pour les articles homonymes, voir César Rodríguez.
César Eduardo Rodríguez Huamani, né le 21 septembre 1967 au Pérou et mort en 1997, est un joueur de football international péruvien qui évoluait au poste de milieu de terrain.

## Biographie

### Carrière en club
Surnommé Ratón (« la souris »), César Rodríguez apparaît au Deportivo Municipal à la fin des années 1980. Il joue consécutivement pour l'Alianza Lima et l'Universitario de Deportes - les deux grands rivaux du football péruvien - au début des années 1990. Il est sacré champion du Pérou avec l'Universitario en 1992.

### Carrière en sélection
International péruvien, César Rodríguez joue 16 matchs (pour deux buts inscrits) entre 1989 et 1991. Il figure dans le groupe des sélectionnés lors des Copa América de 1989 et 1991, où le Pérou est éliminé à chaque fois au premier tour.

#### Buts en sélection
| Buts en sélection de César Rodríguez | Buts en sélection de César Rodríguez | Buts en sélection de César Rodríguez                     | Buts en sélection de César Rodríguez | Buts en sélection de César Rodríguez | Buts en sélection de César Rodríguez | Buts en sélection de César Rodríguez |
|                                      | Date                                 | Lieu                                                     | Adversaire                           | Score                                | Résultat                             | Compétition                          |
| ------------------------------------ | ------------------------------------ | -------------------------------------------------------- | ------------------------------------ | ------------------------------------ | ------------------------------------ | ------------------------------------ |
| 1.                                   | 25 juin 1989                         | San Cristóbal (Venezuela)                                | Venezuela                            | 2-1                                  | 3-1                                  | Amical                               |
| 2.                                   | 25 juin 1991                         | Estadio Monumental Banco Pichincha, Guayaquil (Équateur) | Équateur                             | ?-?                                  | 2-2                                  | Amical                               |

## Palmarès
Universitario de Deportes
- Championnat du Pérou (1) :
  - Champion : 1992.